# 57-й меридіан східної довготи
57-й меридіан східної довготи — лінія довготи, що лежить на 57 градусів східніше Гринвіцького меридіана. Вона проходить від Північного полюса через Північний Льодовитий океан, Євразію, Індійський океан, Південний океан та Антарктиду до Південного полюса.
57-й меридіан східної довготи формує велике коло разом із 123-тім меридіаном західної довготи.

## Список географічних об'єктів, що перетинає 57° сх. д.
Починаючи на Північному полюсі та рухаючись до Південного полюса, 57-й меридіан східної довготи проходить через:
| Координати                                                 | Країна, територія або море | Примітки |
| ---------------------------------------------------------- | -------------------------- | --- |
| 90°0′ пн. ш. 57°0′ сх. д. / 90.000° пн. ш. 57.000° сх. д.  | Північний Льодовитий океан | |
| 81°32′ пн. ш. 57°0′ сх. д. / 81.533° пн. ш. 57.000° сх. д. | Росія                      | Земля Франца-Йосифа — проходить через острови Карла-Александра, Джексона, Паєра, Циглера, Солсбері та Мак-Клінтока |
| 80°3′ пн. ш. 57°0′ сх. д. / 80.050° пн. ш. 57.000° сх. д.  | Баренцове море             | |
| 75°22′ пн. ш. 57°0′ сх. д. / 75.367° пн. ш. 57.000° сх. д. | Росія                      | Нова Земля — проходить через Північний острів                                                                      |
| 73°19′ пн. ш. 57°0′ сх. д. / 73.317° пн. ш. 57.000° сх. д. | Карське море               | |
| 70°51′ пн. ш. 57°0′ сх. д. / 70.850° пн. ш. 57.000° сх. д. | Росія                      | Нова Земля — проходить через Південний острів                                                                      |
| 70°29′ пн. ш. 57°0′ сх. д. / 70.483° пн. ш. 57.000° сх. д. | Печорське море             | |
| 68°32′ пн. ш. 57°0′ сх. д. / 68.533° пн. ш. 57.000° сх. д. | Росія                      | |
| 51°3′ пн. ш. 57°0′ сх. д. / 51.050° пн. ш. 57.000° сх. д.  | Казахстан                  | |
| 45°14′ пн. ш. 57°0′ сх. д. / 45.233° пн. ш. 57.000° сх. д. | Узбекистан                 | |
| 41°54′ пн. ш. 57°0′ сх. д. / 41.900° пн. ш. 57.000° сх. д. | Туркменістан               | |
| 41°36′ пн. ш. 57°0′ сх. д. / 41.600° пн. ш. 57.000° сх. д. | Узбекистан                 | |
| 41°15′ пн. ш. 57°0′ сх. д. / 41.250° пн. ш. 57.000° сх. д. | Туркменістан               | |
| 38°10′ пн. ш. 57°0′ сх. д. / 38.167° пн. ш. 57.000° сх. д. | Іран                       | |
| 26°50′ пн. ш. 57°0′ сх. д. / 26.833° пн. ш. 57.000° сх. д. | Оманська затока            | |
| 24°4′ пн. ш. 57°0′ сх. д. / 24.067° пн. ш. 57.000° сх. д.  | Оман                       | |
| 18°50′ пн. ш. 57°0′ сх. д. / 18.833° пн. ш. 57.000° сх. д. | Індійський океан           | Проходить східніше островів Агалега, Маврикій Проходить західніше острова Маврикій, Маврикій                       |
| 60°0′ пд. ш. 57°0′ сх. д. / 60.000° пд. ш. 57.000° сх. д.  | Південний океан            | |
| 66°27′ пд. ш. 57°0′ сх. д. / 66.450° пд. ш. 57.000° сх. д. | Антарктида                 | Проходить через Австралійську антарктичну територію (претендує Австралія)                                          |
| 66°42′ пд. ш. 57°0′ сх. д. / 66.700° пд. ш. 57.000° сх. д. | Південний океан            | Море Співдружності                                                                                                 |
| 66°59′ пд. ш. 57°0′ сх. д. / 66.983° пд. ш. 57.000° сх. д. | Антарктида                 | Проходить через Австралійську антарктичну територію (претендує Австралія)                                          |